# محمد معتمدی‌زاده
محمد معتمدی‌زاده نماینده دوره دوازدهم مجلس شورای اسلامی از حوزه انتخابیه سیرجان و بردسیر است.
او در انتخابات مجلس شورای اسلامی (۱۴۰۳–۱۴۰۲)اسفند ماه ۱۴۰۲ با شکست دادن عبدالرضا ناظری نماینده سیرجان و بردسیر در مجلس دوازدهم شورای اسلامی شد و پیش از او شهباز حسن‌پور بیگلری سکان‌دار نمایندگی سیرجان و بردسیر در مجلس شورای اسلامی بود
وی از موافقان و حامیان طرح شفافیت آراء نمایندگان مجلس شورای اسلامی است